# Cartoline di morte
Cartoline di morte (The Postcard Killings) è un film del 2020 diretto da Danis Tanović e protagonista Jeffrey Dean Morgan, Famke Janssen e Cush Jumbo. Si basa sul romanzo del 2010 The Postcard Killers di James Patterson e Liza Marklund.

## Trama
Jakob Kanon, un detective di New York, indaga sulla morte di sua figlia che è stata assassinata mentre era in luna di miele; recluta in aiuto una giornalista americana che lavora in Svezia, Dessie Lombard, mentre altre coppie in tutta Europa subiscono un destino simile.
Il film si apre con un soggetto che uccide una giovane coppia. Si scopre che è la figlia di Jacob Kanon e con suo marito si trovano a Londra in luna di miele. Kanon va a Londra per identificare i corpi di sua figlia e del suo nuovo marito all'obitorio.
Dopo che Kanon inizia a indagare su chi è l'assassino e si muove in altre città europee, anche il killer non si ferma. Con l'aiuto di Lombard e un poliziotto tedesco tira fuori la verità e capisce cosa sta succedendo.

## Accoglienza
Su Rotten Tomatoes, il film detiene un rating di approvazione del 25% basato su 20 recensioni, con un punteggio medio di 4,2/10. Su Metacritic, il film ha un punteggio medio ponderato di 29 su 100, basato su 4 critiche, indicando "recensioni generalmente sfavorevoli".
Frank Scheck dell'Hollywood Reporter ha scritto: "I cineasti stanno chiaramente sperando che il nome di Patterson sarà sufficiente per attirare gli spettatori, ma questo sforzo mal concepito serve solo ad appannare ulteriormente un marchio cinematografico già diminuito da Alex Cross del 2012, protagonista Tyler Perry". Dennis Harvey of Variety ha dichiarato: "Questa deviazione senza ispirazione su un terreno impersonalmente commerciale in lingua inglese per il regista bosniaco Danis Tanović (vincitore dell'Oscar per No Man's Land del 2001) dovrebbe fornire ai fan di Patterson e agli spettatori senza pretese un brivido di film crime tipo romanzetto, accettabile se non particolarmente pieno di suspense, per la visione domestica." Brian Costello del Common Sense Media ha premiato il film con tre stelle su cinque.

### Incassi
Il film ha incassato $181.415.